# Заречно-Вишурское (сельское поселение)
Заречно-Вишурское — упразднённое муниципальное образование со статусом сельского поселения в Шарканском районе Удмуртии Российской Федерации.
Административный центр — деревня Заречный Вишур.
Законом Удмуртской Республики от 28 апреля 2021 года № 36-РЗ упразднено в связи с преобразованием Шарканского района в муниципальный округ.

## История
Статус и границы сельского поселения установлены Законом Удмуртской Республики от 13 апреля 2005 года № 11-РЗ «Об установлении границ муниципальных образований и наделении соответствующим статусом муниципальных образований на территории Шарканского района Удмуртской Республики».

## Население
| 2010 | 2012 | 2013 | 2014 | 2015 | 2016 | 2017 |
| ---- | ---- | ---- | ---- | ---- | ---- | ---- |
| 649  | ↘642 | ↗648 | ↘647 | ↘646 | ↘639 | ↘630 |
| 2018 | 2019 | 2020 |      |      |      |      |
| ↘618 | ↗624 | ↘620 |      |      |      |      |

## Состав сельского поселения
| № | Населённый пункт | Тип населённого пункта          | Население |
| - | ---------------- | ------------------------------- | --------- |
| 1 | Заречный Вишур   | деревня, административный центр | →376      |
| 2 | Кушто-Ключ       | деревня                         | ↘38       |
| 3 | Петуньки         | деревня                         | ↘228      |